# Німець Омелян
Омелян Німець (нар. 1935, с. Матієва, Новосондецький повіт, Малопольське воєводство, Польща) — український краєзнавець, автор книжок про життя лемків.

## Життєпис
Закінчив Чернівецький університет (тепер імені Юрія Федьковича), працював у системі освіти.
Учасник і свідок тих трагічних подій виселення етнічних українців з території Польщі. Працював у системі освіти, 1996 року організував у рідному селищі Кутах історико-краєзнавчий музей.
Видав книжки про життя лемків:
- «Від Сяну до Попраду» (1994),
- «Вигнанці» (2008)
- «Там, на Лемківщині: до 65-річчя початку депортації лемків». — Косів : Писаний камінь, 2009. — 234 с.[1]
- «Короткий довідник Закерзоння». — Косів : Писаний Камінь, 2011, — 156 с.[2]

Омелян Німець є також автором інших книжок на теми краєзнавства, Голодомору, історії розвитку освіти.